# Plebiscito sobre a divisão do estado do Pará
O plebiscito sobre a divisão do estado do Pará ocorreu no referido estado em 11 de dezembro de 2011, sendo considerado o maior plebiscito regional da história do Brasil, tendo como proposta a divisão do estado em três: Pará, Carajás e Tapajós.

## Desenvolvimento do plebiscito
Quando foi aprovado o plebiscito, surgiu a dúvida se seria realizado somente nas regiões de Carajás e Tapajós ou em todo o Pará, isso teria surgido devido ao questionamento sobre a constitucionalidade da Lei 9 709 de 1998. A lei prevê a participação de toda a população estadual nos plebiscitos realizados para decidir desmembramentos de territórios para formação de outros estados. Em 24 de agosto foi decidido que todo o estado do Pará seria consultado, na prática, isso significa que devia haver apoio majoritário em todo o território paraense para o surgimento dos estados de Tapajós e Carajás.
Pelo calendário definido pelo TSE, dia 2 de setembro foi a data limite para que integrantes da Assembleia Legislativa do Pará, Câmara de Deputados e do Senado se manifestem por integrar uma das frentes do plebiscito (contra ou a favor da criação dos dois estados). O registro das duas frentes devia ter sido protocolado no TRE do Pará até o dia 12 de setembro.
A campanha sobre a criação dos dois novos estados por meio da Internet, panfletos e carros de som começou no dia 13 de setembro. As primeiras pesquisas de opinião também podiam ser registradas no TRE-PA a partir desta data.
Já a campanha gratuita no rádio e televisão começou no dia 11 de novembro. O período de propaganda no rádio, na televisão e da realização de comícios deveria ser encerrada três dias antes do plebiscito. Em 23 de novembro, ocorreu a solenidade de lacre das urnas eletrônicas e dia 10 de dezembro também foi encerrada a campanha por meio de alto falantes ou amplificadores de som. A distribuição de material impresso também foi proibida a partir desta data. O resultado definitivo do plebiscito foi divulgado apenas duas horas após o término da votação.
Os eleitores que pretendiam participar do plebiscito no Pará precisavam regularizar sua situação na Justiça Eleitoral do Pará até o dia 11 de setembro. Nas urnas eletrônicas, os paraenses responderam a duas perguntas: “Você é a favor da divisão do Estado do Pará para a criação do estado do Carajás?” e “Você é a favor da divisão do Estado do Pará para a criação do estado do Tapajós?”.
Pelo projeto de criação dos novos estados, Tapajós ocuparia 58% do atual território do Pará e teria 27 municípios. Carajás teria 25% do território com 39 cidades. O Pará remanescente ficaria com 17% do território.
Segundo o Tribunal Superior Eleitoral o custo do plebiscito ultrapassou os 19 milhões de reais.

## Pesquisas de opinião
| Data                   | Instituto | Carajás | Carajás | Carajás  | Tapajós | Tapajós | Tapajós  |
| Data                   | Instituto | A favor | Contra  | Não Sabe | A favor | Contra  | Não Sabe |
| ---------------------- | --------- | ------- | ------- | -------- | ------- | ------- | -------- |
| 11 de novembro de 2011 | Datafolha | 33%     | 58%     | 8%       | 33%     | 58%     | 10%      |
| 25 de novembro de 2011 | Datafolha | 31%     | 62%     | 7%       | 30%     | 61%     | 9%       |
| 9 de dezembro de 2011  | Datafolha | 31%     | 65%     | 4%       | 32%     | 64%     | 4%       |

## Resultados
| Não 60–69% 70–79% 80-89% 90-95% 95-99% | Sim 60–69% 70–79% 80-89% 90-95% 95-99% |

Resultado por município (Carajás) Não
60–69%
70–79%
80-89%
90-95%
95-99% Sim
60–69%
70–79%
80-89%
90-95%
95-99%

Na capital do estado, Belém, o não à criação do estado de Tapajós chegou a 93,88% dos votos e o não à criação do estado de Carajás foi de 94,87%. Já nas possíveis capitais dos novos estados, Santarém e Marabá, o apoio à divisão do Pará foi maciço.
Em Santarém, 97,78% dos eleitores que compareceram às urnas votou a favor da criação de Carajás e 98,63% a favor da criação de Tapajós. Em Marabá, 93,26% dos votos foram favoráveis à criação de Carajás e 92,93% a favor da criação de Tapajós.
- Seções: 14.249
- Eleitorado: 4.848.495
- Abstenção: 1.246.646 (25,71%)
- Comparecimento: 3.601.849 (74,29%)

#### Carajás

Resultado por município (Tapajós) Não
60–69%
70–79%
80-89%
90-95%
95-99% Sim
60–69%
70–79%
80-89%
90-95%
95-99%

| Não 60–69% 70–79% 80-89% 90-95% 95-99% | Sim 60–69% 70–79% 80-89% 90-95% 95-99% |

| "Você é a favor da divisão do Estado do Pará para a criação do estado do Carajás?" | "Você é a favor da divisão do Estado do Pará para a criação do estado do Carajás?" | "Você é a favor da divisão do Estado do Pará para a criação do estado do Carajás?" |
| Resposta                                                                           | Votos                                                                              | %                                                                                  |
| ---------------------------------------------------------------------------------- | ---------------------------------------------------------------------------------- | ---------------------------------------------------------------------------------- |
| Não                                                                                | 2.363.561                                                                          | 66,60%                                                                             |
| Sim                                                                                | 1.185.546                                                                          | 33,40%                                                                             |
| Votos em branco                                                                    | 14.895                                                                             | 0,41%                                                                              |
| Votos nulos                                                                        | 37.847                                                                             | 1,05%                                                                              |
| Votos válidos                                                                      | 3.549.107                                                                          | 98,54%                                                                             |
| Fonte:                                                                             |                                                                                    |                                                                                    |

#### Tapajós
| "Você é a favor da divisão do Estado do Pará para a criação do estado do Tapajós?" | "Você é a favor da divisão do Estado do Pará para a criação do estado do Tapajós?" | "Você é a favor da divisão do Estado do Pará para a criação do estado do Tapajós?" |
| Resposta                                                                           | Votos                                                                              | %                                                                                  |
| ---------------------------------------------------------------------------------- | ---------------------------------------------------------------------------------- | ---------------------------------------------------------------------------------- |
| Não                                                                                | 2.344.654                                                                          | 66,08%                                                                             |
| Sim                                                                                | 1.203.574                                                                          | 33,92%                                                                             |
| Votos em branco                                                                    | 17.729                                                                             | 0,49%                                                                              |
| Votos nulos                                                                        | 35.892                                                                             | 1,00%                                                                              |
| Votos válidos                                                                      | 3.548.228                                                                          | 98,51%                                                                             |
| Fonte:                                                                             |                                                                                    |                                                                                    |